# Bourbon-Sizilien

Wappen des Königshauses Bourbon-Sizilien

Das Haus Bourbon-Sizilien ist eine italienische Nebenlinie der spanischen Bourbonen. Diese Linie geht auf Ferdinand (1751–1825), den dritten Sohn des spanischen Königs Karl III. (1716–1788), zurück.

## Geschichte
Die Übertragung der Königreiche Neapel und Sizilien auf die spanischen Bourbonen erfolgte 1735 infolge des Wiener Präliminarfriedens, der den Polnischen Erbfolgekrieg (1733–1735/38) beendete. Der spanische Infant Karl, dritter Sohn von König Philipp V. (1683–1746) und ältester Sohn von dessen zweiter Gattin Elisabetta Farnese (1692–1766), herrschte von 1735 bis 1759 als Karl VII. im Königreich Neapel und als Karl V. im Königreich Sizilien, ehe er 1759 die Nachfolge seines Halbbruders Ferdinand VI. (1713–1759) als König von Spanien mit dem Namen Karl III. antrat.
Seine Nachfolge in Neapel und Sizilien übernahm sein Sohn Ferdinand, der als Ferdinand IV., König von Neapel (1759–1806), als Ferdinand III., König von Sizilien (1759–1815) und als Ferdinand I., König beider Sizilien (1815/16–1825) herrschte. 1768 heiratete er Maria Karolina von Österreich, eine Tochter von Maria Theresia, die bis zu ihrem Tode 1814 starken politischen Einfluss, insbesondere im Kampf gegen Napoleon, ausübte.
Per Dekret hob König Ferdinand im Jahr 1816 die Personalunion zwischen Sizilien und Neapel (Regno di Sicilia ulteriore) auf und vereinte beide Königreiche in einer Realunion. Der neu geschaffene Staat hieß „Königreich beider Sizilien“, Staatsoberhaupt blieb Ferdinand, als erster von vier aufeinander folgenden Monarchen. Der letzte, Franz II., wurde im Jahr 1861 im Zug der italienischen Einigung, des Risorgimento, als König beider Sizilien abgesetzt. 

## Könige
|                                                                  | Name           | Regierungszeit | Verwandtschaft         | Anmerkungen |
| ---------------------------------------------------------------- | -------------- | -------------- | ---------------------- | --- |
| Könige des Hauses Bourbon-Sizilien                               |                |                |                        | |
| in Personalunion im Königreich Sizilien und im Königreich Neapel |                |                |                        | |
|                                                                  | Karl V.        | 1735–1759      | Sohn König Philipps V. | Karl VII. als König von Neapel. Karl wurde 1759 König von Spanien. Die Königreiche Neapel und Sizilien übergab er seinem jüngeren Sohn.                          |
|                                                                  | Ferdinand III. | 1759–1816      | Sohn des Vorgängers    | Ferdinand IV. als König von Neapel. Während der napoleonischen Kriege war Neapel von 1806 bis 1815 von den Franzosen besetzt, die dort eigene Könige einsetzten. |
| im Königreich beider Sizilien                                    |                |                |                        | |
|                                                                  | Ferdinand I.   | 1816–1825      |                        | Seit 1768 verheiratet mit Maria Karolina von Österreich, nach deren Tod 1814 morganatische Ehe mit Lucia Migliaccio                                              |
|                                                                  | Franz I.       | 1825–1830      | Sohn des Vorgängers    | 1797 vermählt mit Maria Klementine von Österreich (1777–1801), 1802 mit Maria Isabel von Spanien                                                                 |
|                                                                  | Ferdinand II.  | 1830–1859      | Sohn des Vorgängers    | 1832 vermählt mit Maria Christina von Savoyen (1812–1836), 1837 mit Maria Theresia von Österreich (1816–1867)                                                    |
|                                                                  | Franz II.      | 1859–1861      | Sohn des Vorgängers    | 1859 vermählt mit Marie in Bayern (1841–1925) |

## Familienmitglieder
Das Haus Bourbon-Sizilien hatte unter anderem folgende Mitglieder:

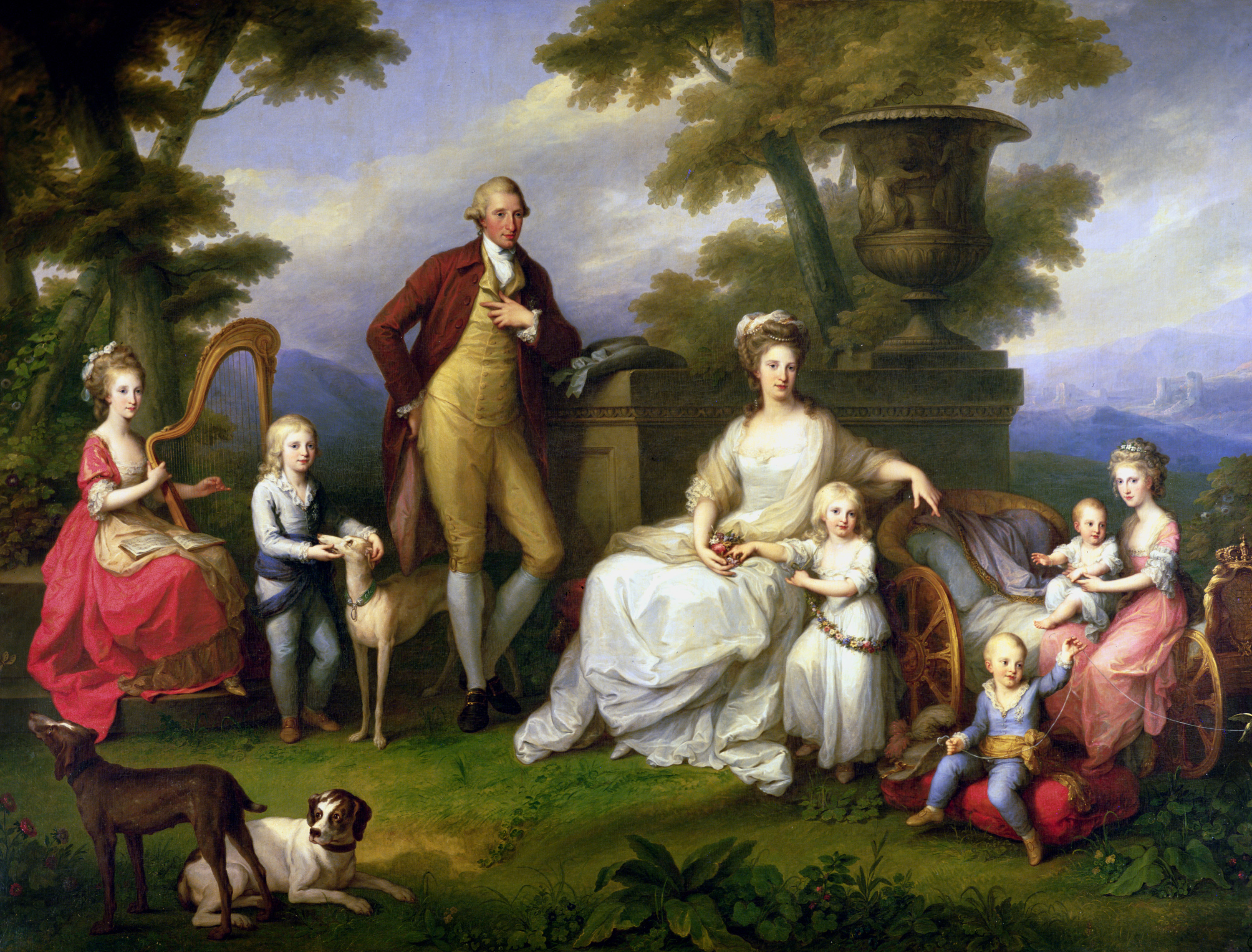
König Ferdinand I. und seine erste Gemahlin Maria Karolina von Österreich im Kreise ihrer Kinder; Gemälde von Angelika Kauffmann

- Maria Theresa von Neapel-Sizilien (1772–1807), Tochter von Ferdinand, verheiratet mit Kaiser Franz II. (seit 1804 als Franz I. Kaiser von Österreich)
- Franz I. von Sizilien (1777–1830), Sohn von Ferdinand, 1825–1830 König beider Sizilien
- Maria Amalia von Neapel-Sizilien (1782–1866), Tochter von Ferdinand, verheiratet mit König Ludwig Philipp von Frankreich
- Maria Karolina von Sizilien (1798–1870), Tochter von Franz I. verheiratet mit Charles-Ferdinand de Bourbon, duc de Berry, dem Sohn des französischen Königs Karl X.
- Luisa Carlota von Sizilien (1804–1844), Tochter von Franz I., Schwiegermutter von Königin Isabella II. von Spanien
- Maria Christina von Sizilien (1806–1878), Tochter von Franz I., verheiratet mit König Ferdinand VII. von Spanien
- Ferdinand II. von Sizilien (1810–1859), Sohn von Franz I., 1830–1859 König beider Sizilien (Re Bomba)
- Franz II. von Sizilien (1836–1894), Sohn von Ferdinand II., 1859–1861 letzter König beider Sizilien
- Ludwig von Neapel-Sizilien (1838–1886), Sohn von Ferdinand II.
- Maria Antonia von Bourbon-Sizilien (1851–1938), Prinzessin von Bourbon-Sizilien
- Maria Theresia von Bourbon-Sizilien (1867–1909), Prinzessin von Bourbon-Sizilien und Fürstin von Hohenzollern
- Maria Immaculata von Bourbon-Sizilien (1874–1947), Tochter von Maria Antonia und Ehefrau von Johann Georg von Sachsen
- Maria Christina von Bourbon-Sizilien (1877–1947), Prinzessin von Bourbon-Sizilien, Erzherzogin von Österreich-Toskana

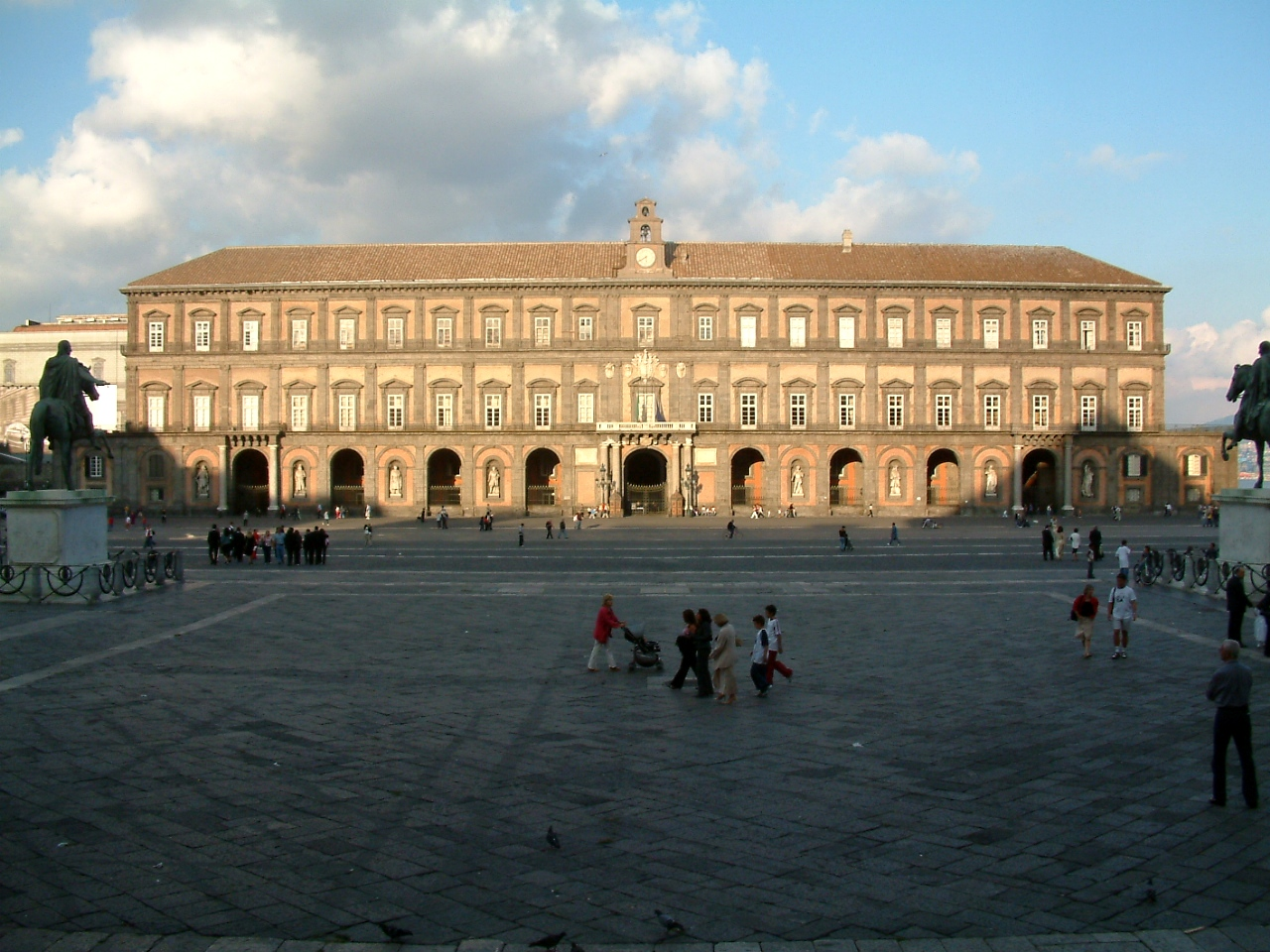
Palazzo Reale in Neapel
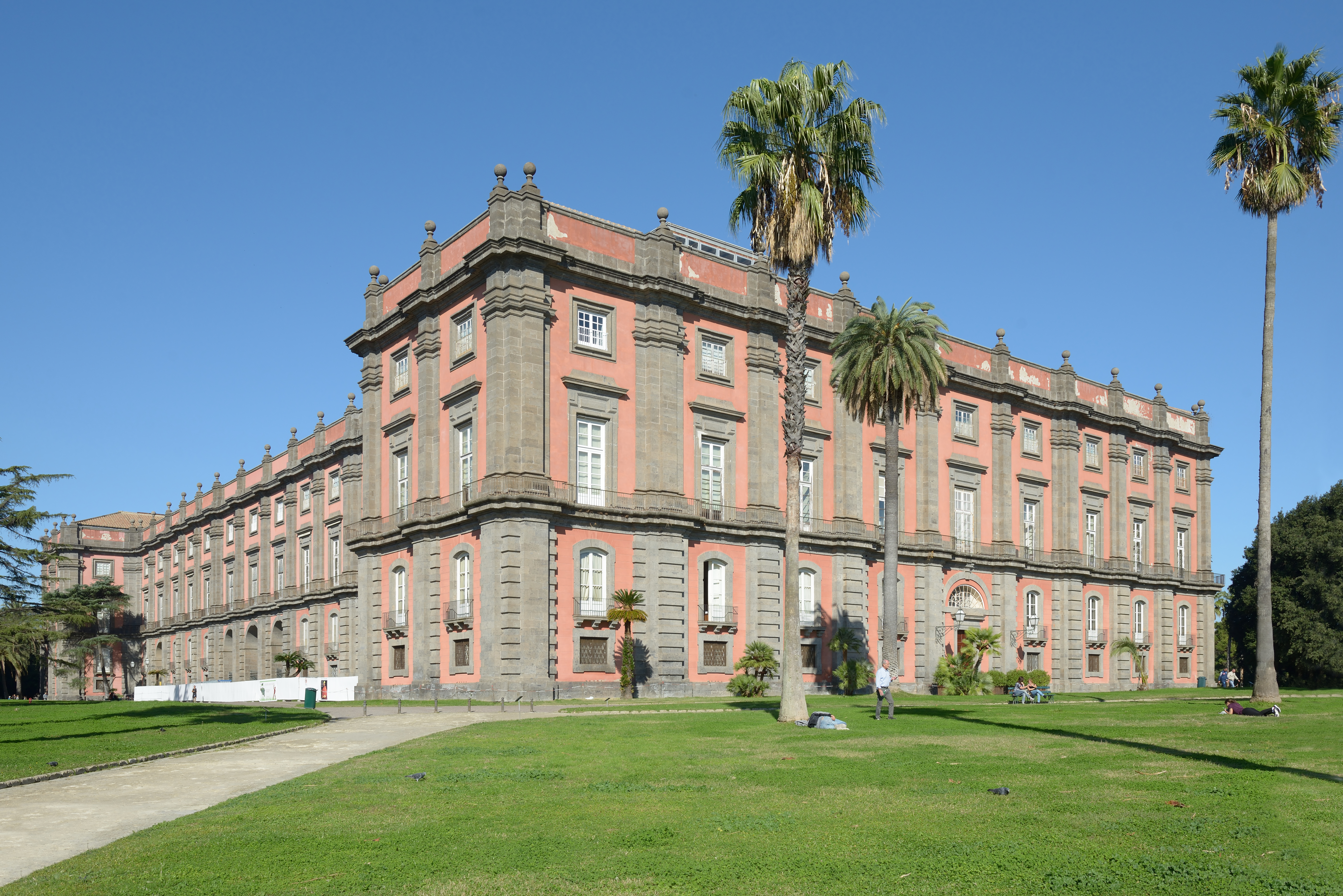
Reggia di Capodimonte, Neapel
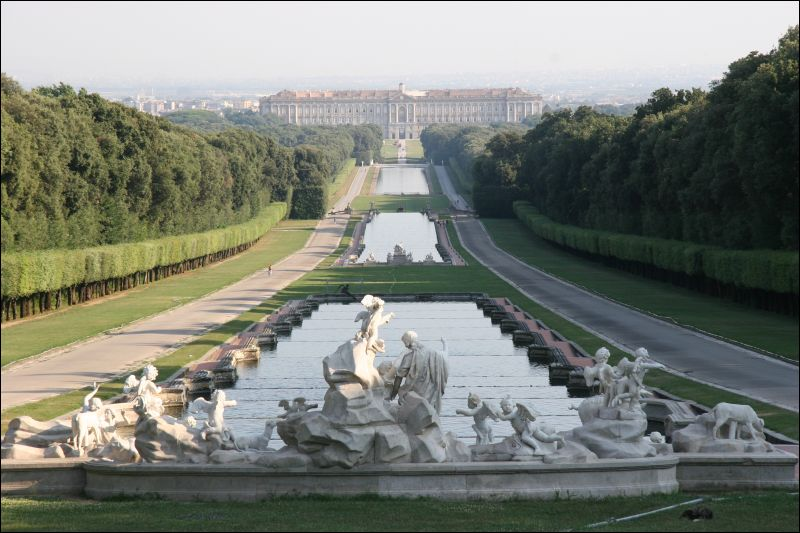
Palast von Caserta
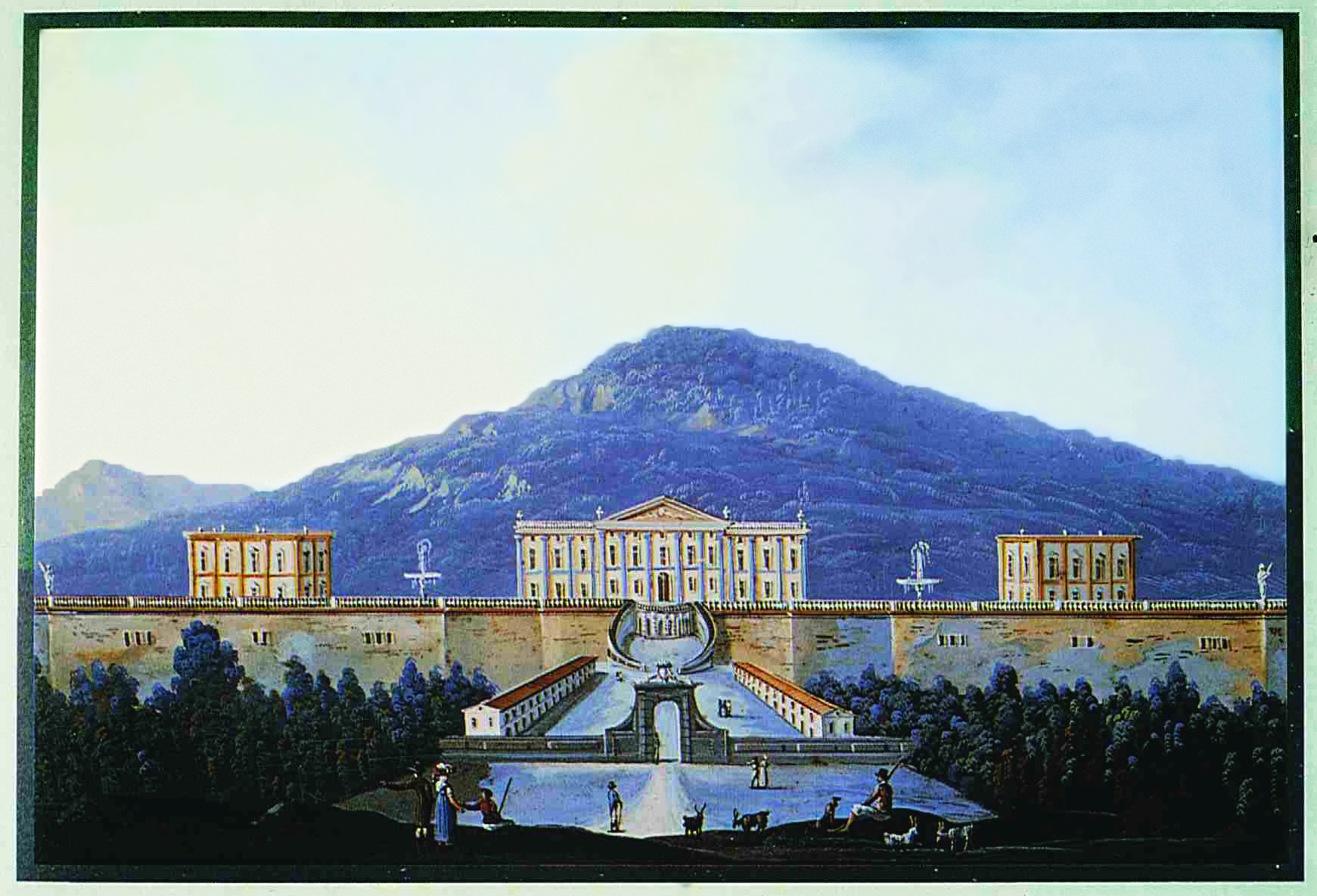
Königspalast Portici
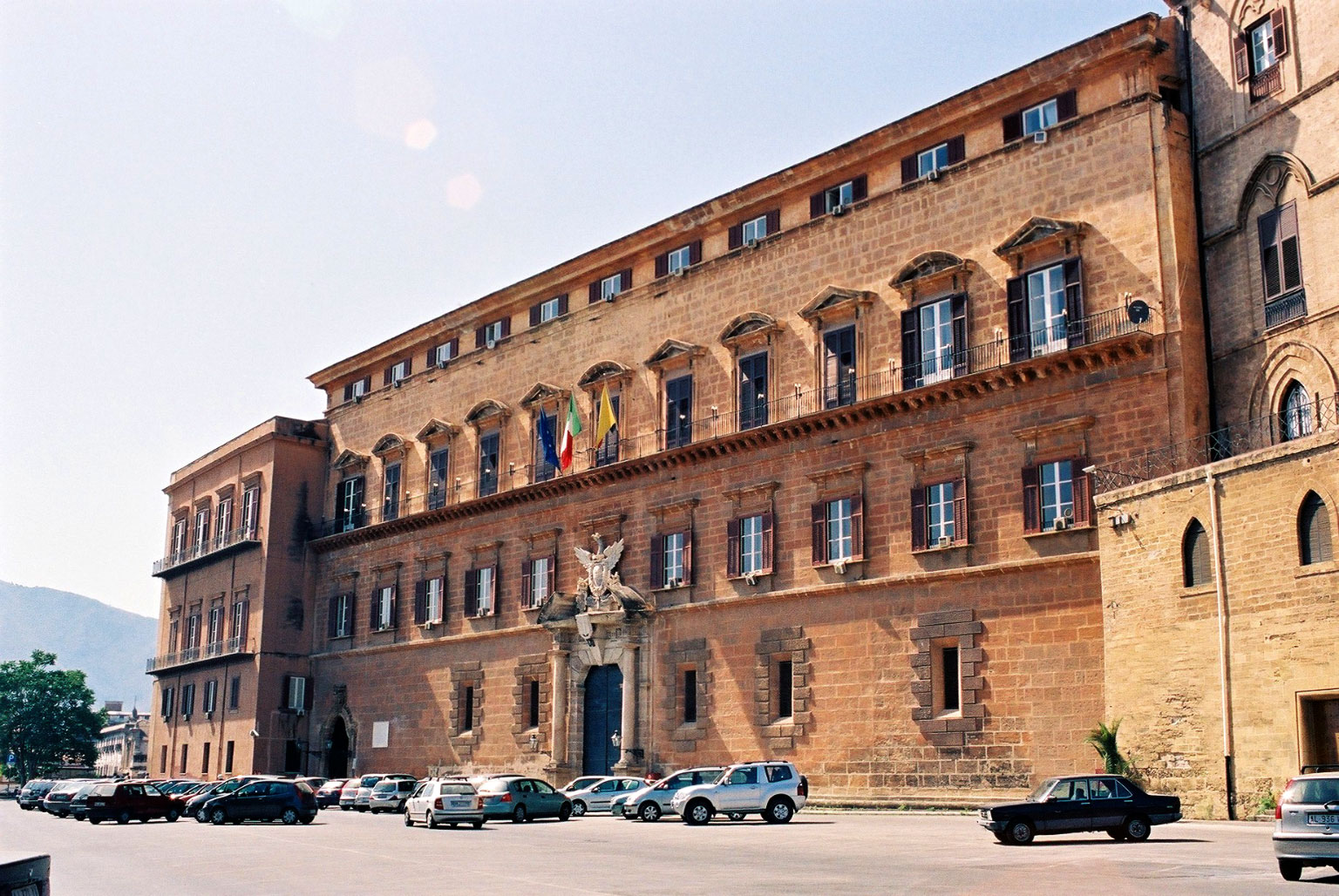
Palazzo Reale (Palermo)

Mit der Einigung Italiens (1860/61) und der Errichtung des Königreich Italien (1861–1946) verloren die Könige beider Sizilien ihren Thron. Alfons Maria von Neapel-Sizilien (1841–1934), ein Halbbruder des letzten Königs Franz II., folgte diesem als Familienoberhaupt und Thronprätendent. Gegen Ende seines Lebens söhnte er sich mit dem inzwischen regierenden italienischen Königshaus Savoyen aus, starb aber im Exil in Cannes.
Als Chef der Familie folgte ihm sein ältester Sohn Ferdinand von Bourbon-Sizilien (1869–1960), Herzog von Kalabrien, während der nächstjüngere, Carlos Maria de Bourbon (1870–1949), 1901 die Schwester des Königs Alfons XIII. von Spanien heiratete, Prinzessin María de las Mercedes de Borbón (1880–1904), seinerzeit Thronerbin ihres Bruders. Aufgrund der von Karl III. 1759 in einer Pragmatischen Sanktion verfügten Trennung der spanischen von der sizilianischen Krone verzichtete Carlos Maria daraufhin auf seine etwaigen sizilianischen Thronansprüche, erwarb die spanische Staatsangehörigkeit und nahm als „Don Carlos“, den Titel eines Infanten von Spanien an. Nachdem sein Schwager König Alfons XIII. jedoch noch Vater von sieben Kindern wurde und außerdem 1931 durch die Ausrufung der Republik seinen Thron verlor, entfiel der Grund für Carlos Marias sizilianischen Verzicht. Sein Sohn Alfons von Bourbon-Sizilien (1901–1964) beanspruchte daher 1960, nach dem Tod seines Onkels Ferdinand, der keine männlichen Nachfahren hatte, die Stellung als Chef des Hauses, in Konkurrenz zu seinem Onkel Ranieri, Herzog von Castro (1883–1973), dem durch den Verzicht von 1901 das Nachfolgerecht zugefallen war. Die Stellung eines Familienoberhaupts wird daher heute von zwei Vettern beansprucht: Pedro (* 1968), Herzog von Kalabrien, dem Sohn des 2015 verstorbenen Carlos von Bourbon-Sizilien, Infant von Spanien, und Carlo (* 1963), Herzog von Castro. Da Carlo zwei Töchter hat, dürfte der Mannesstamm des Hauses künftig von Pedros vier Söhnen fortgesetzt werden. 

## Siehe auch

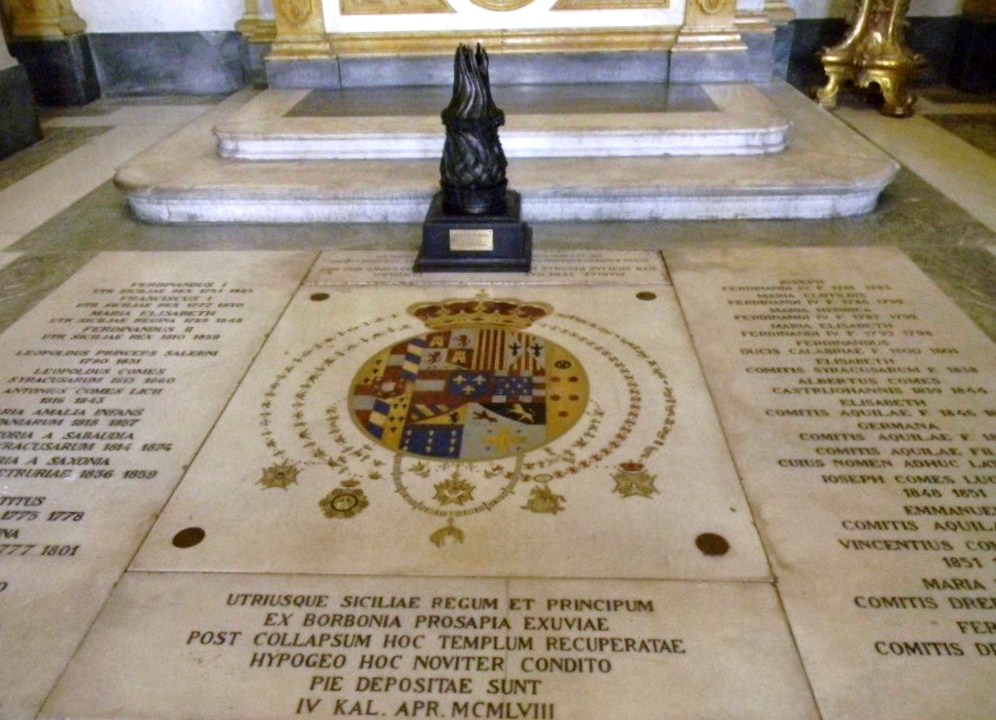
Bourbonengruft in der Basilika Santa Chiara (Neapel)